# Adam in Eva (Dürer)
Adam in Eva (nemško Adam und Eva) je bakrorez nemškega renesančnega umetnika Albrechta Dürerja. Dürer je bakrorez ustvaril leta 1504. Prikazuje biblični motiv Adama in Eve v Edenskem vrtu. 
Adam in Eva stojita frontalno, v kontrapostu; teža telesa je na eni nogi, zasuk v bokih in ramah ustvarja prepričljivo iluzijo, da sta telesi sicer zmožni gibanja, vendar ujeti v začasnem statičnem položaju. Glavi imata zasukani, tako da sta pogleda usmerjena drug proti drugemu, kar deluje nenaravno. Tovrstne poze je nemški umetnik izbral, da bi pokazal svoje znanje o klasičnih proporcih, ki se jih je učil od rimskega arhitekta Vitruvija in njegovih idej o popolnem razmerju v arhitekturi in človeškem telesu. Idelani proporci so nakazovali tudi na notranje ravnovesje v človeškem telesu.
Na podobi je okrog Adama in Eve zbranih 6 simboličnih živali. Po Erwinu Panofskem naj bi vejica jerebike, ki jo Adam drži v rokah predstavljala drevo življenja, papiga oz. tropska ptica na veji jerebike naj bi predstavljala modrost, drevo na sredi pa drevo spoznanja. Štiri živali: los, zajec, mačka in vol, naj bi predstavljale štiri značaje in telesne tekočine. Po takratnem prepričanju, naj bi bili ti značaji in telesne tekočine - kot zapoveduje humoralna medicina - sprva v ravnovesju, po izgonu iz raja, pa je eden prevladal nad ostalimi, kar je povzročilo neuravnovešenost, ki se je odražala v boleznih, nesreči in smrti med človeško raso. Los je simboliziral melanholijo in črni žolč, zajec čutnost in rumeni žolč, mačka krutost in kri, vol pa lenobo in sluz. Na veji jerebike visi “cartellino” oz. znak, na katerem je izpisano: “ALBRECHT DVURER NORCVS FACIEBAT 1504”, kar je v prevodu: Albrecht Durer iz Nuremberga je to izdelal leta 1504.